# Аверкієва Юлія Павлівна
Юлія Павлівна Аверкієва (в шлюбі Петрова; нар. 24 липня 1907 року, село Подужемьє, Кемський повіт, Архангельська губернія, Російська імперія — пом. 9 жовтня 1980 року, Москва, СРСР) — радянська етнографка, найбільша фахівчиня з етнографії індіанців Північної Америки. Докторка історичних наук. Авторка ряду монографій про історію товариства у американських індіанців і теоретичної думки в американській етнографії, а також багатьох наукових статей і доповідей на міжнародних наукових конгресах.

## Життєпис

### Ранні роки
Юлія Павлівна Аверкієва народилася 24 липня 1907 року в сім'ї онезьких селян-поморів, в селі Подужемьє, Кемського повіту Архангельської губернії. У 1925 році закінчила школу 2-го ступеня в місті Кемі. Вільно володіла карельською мовою. У тому ж році Наркомосом Карельської АРСР була направлена до міста Петрозаводськ для здачі іспиту для вступу до вишу. Вступила на етнографічне відділення географічного факультету Ленінградського державного університету, де проходила навчання у Володимира Германовича Тан-Богораза і Лева Яковича Штернберга.
У 1929 році закінчила університет зі спеціалізацією за фіно-угорськими народами, і на два роки була відряджена Наркомосом РСФРР на стажування до Колумбійського університету у Нью-Йорку в США, де спеціалізувалася у галузі американської етнографії у Франца Боаса. Восени 1930 року, прийнявши його запрошення, брала участь в експедиції до індіанців племені квакіютль на острові Ванкувер в Канаді. Ця експедиція назавжди визначила коло її наукових інтересів.

### Наукова діяльність в 1930-ті— 1940-ві роки
Відразу після поверненню на батьківщину вона у 1931 році вступила до аспірантури Академії наук СРСР і була прикріплена до музею антропології і етнографії Академії наук СРСР, де працювала над кандидатською дисертацією під керівництвом Миколи Михайловича Маторіна і Володимира Германовича Тан-Богораза. Навесні 1932 року в журналі «Радянська етнографія» з'явилася її перша наукова стаття, присвячена питанням етнології та фізичної антропології.
4 серпня 1931 року Юлія Аверкієва одружилася з Петром Афанасієвичем Букіним, ре-емігрантом зі США, який взяв її прізвище. Шлюб виявився невдалим, і, незважаючи на народження дочки Олени, в 1934 році подружжя розлучилося.
Восени 1935 року вона пошлюбила Аполлона Олександровича Петрова, наукового співробітника Ленінградського відділення Інституту сходознавства Академії наук СРСР, спеціаліста зі стародавньої китайської філософії, який удочерив її дитину від першого шлюбу.
У 1935 році Юлія Аверкієва захистила кандидатську дисертацію на тему «Рабство у племен північно-західного узбережжя Північної Америки». До того часу, крім російської та карельської, вона вільно володіла англійською, німецькою, французькою та фінською мовами.
У 1936 році з політичних мотивів її виключили з ВЛКСМ і звільнили з роботи. Проте в тому ж році Юлія Павлівна Аверкієва була прийнята на посаду бібліотекарки I розряду у відділі систематики Державної публічної бібліотеки імені Салтикова-Щедріна. Тут нею була проведена велика робота зі створення і систематизації каталогів бібліотеки з етнографії, географії та антропології.
В 1937 році народила дочку Зінаїду.
В 1938 році вона була прийнята до Інституту етнографії на посаду старшої наукової співробітниці.
У липні 1941 року евакуювалася з сім'єю з Ленінграда до Москви, потім у село Услан під Казанню і Куйбишев, де перебувала до квітня 1942 року.
З евакуації повернулася до Москви. Пізніше, разом з чоловіком, що був відрядженим дипломатичним працівником у Китай, з травня 1942 по вересень 1943 року та з 1945 по липень 1947 року жила в місті Чунціні. З вересня 1943 по 1945 роки перебувала у заочній докторантурі Інституту етнографії Академії наук СРСР. Після повернення з Китаю в 1947 році була прийнята до цього інституту на посаду молодшої наукової співробітниці.

### Арешт і реабілітація
З політичних мотивів була заарештована 25 листопада 1947 року. За цим звинуваченням мабуть було приховано пошук компромату на чоловіка, який готувався стати заступником міністра закордонних справ, а через нього — на главу МЗС В. М. Молотова..
Перебуваючи у в'язниці 28 квітня 1948 року Юлія Павлівна Аверкієва народила сина, якого у неї відібрали через два тижні і віддали в дитячий будинок, нічого не сказавши про нього Аполлону Олександровичу Петрову. У 1949 році її засудили на п'ять років таборів і відправили відбувати покарання до виправно-трудового табору у місті Темникові, в Мордовській АРСР. У тому ж році раптово помер другий чоловік Юлії Павлівною Аверкієвої.
28 листопада 1952 року вона була вислана до Єнісейського району Красноярського краю. Тут у селищі Стрілка вчений-етнограф працювала обліковицею на шпалозаводі та фактурницею на лісозаготівлі. В 1954 році по амністії повернулася до Москви в Інститут етнографії Академії наук СРСР, а в 1956 році була повністю реабілітована.

### Наукова діяльність у 1960-ті— 1970-ті роки
У серпні 1957 року Юлія Павлівна Аверкієва була відновлена на посаді молодшої наукової співробітниці Інституту етнографії Академії наук СРСР. У цьому науковому інституті вона працювала до самої смерті. Останньою посадою тут була посада завідувача сектору народів Америки.
У березні 1962 року вона захистила докторську дисертацію на тему «Розкладання родової общини і формування класових відносин у індіанців північно-західного узбережжя Північної Америки», і в липні того ж року їй було присуджено вчений ступінь докторки історичних наук. У тому ж році вступила до лав КПРС.
Брала участь у міжнародних конгресах з антропології та етнографії в Москві (1964), Токіо (1968), Чикаго (1973), міжнародних конгресах по соціології в Евіані (1966), Варні (1970), Торонто (1974), Стокгольмі (1978), у міжнародному конгресі психологів у Москві (1966), симпозіумі «Місце етнографії в системі наук» в Бург-Вартенштейні в Австрії (1976) та інших наукових форумах.
Неодноразово обиралася до керівних органів рад міжнародних наукових товариств. Вона була членом постійної ради Міжнародного союзу антропологічних та етнологічних наук, віце-президентом дослідницького комітету з расових і етнічних відносин та становища нацменшин при міжнародної соціологічної асоціації. З 1966 по 1980 роки була головною редакторкою журналу «Радянська етнографія». Велику увагу приділяла сучасному їй руху індіанців у США та Канаді і їх становищу в цих країнах.

### Останні роки
Юлія Павлівна Аверкієва померла 9 жовтня 1980 року в Москві. Тіло її було кремоване. Урна з її прахом була похована в могилі Петрова Аполлона Олександровича на Ваганьковському кладовищі.